# Fenzi

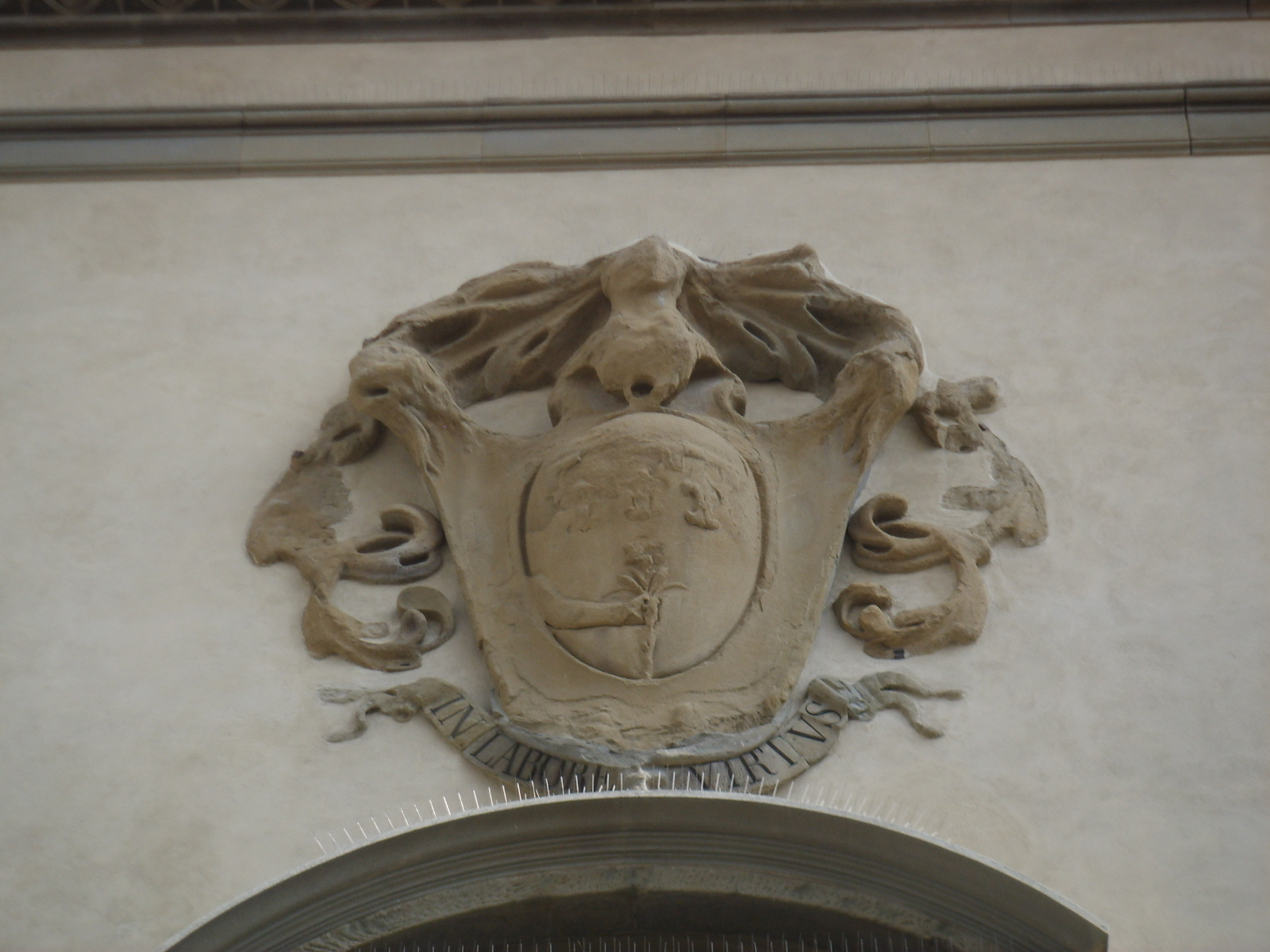
Lo stemma familiare su palazzo Fenzi. Il motto era In Labore Virtus

I Fenzi sono una famiglia di banchieri ed imprenditori fiorentina, che ebbe il suo apogeo nell'Ottocento. Essi furono infatti tra i protagonisti dello sviluppo industriale e del trasporto ferroviario nell'Italia preunitaria, con la costruzione della ferrovia tra Firenze e Livorno.

## La famiglia
L'ascesa della famiglia fu graduale e si basò su una crescente importanza politica ed economica di alcuni suoi componenti a partire dal XVIII secolo. Il fondatore delle fortune familiare viene indicato in Francesco Fenzi che divenne consigliere finanziario del Granduca Pietro Leopoldo di Toscana sul finire del Settecento. In ringraziamento dei servigi resi egli ottenne i privilegi nobiliari come l'esenzione dalla tassazione, e poté dedicarsi a iniziative commerciali sia della sfera pubblica che di quella sua privata.

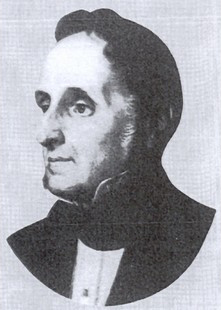
Senatore Emanuele Fenzi

Imprenditore fu anche Emanuele Fenzi (1784-1875), figlio maggiore del cavaliere e magistrato Jacopo Orazio Fenzi, che nel 1805 era già uno degli industriali di punta della ditta Bosi, Mazzarelli & C. Nel 1810, sicuro delle sue doti imprenditoriali, si staccò dalla società che lo aveva avviato all'industria e fondò con alcuni soci la Bandi, Orsi, Fenzi & C., specializzata nella produzione e commercio di tabacco. Lo stesso anno acquistò un palazzo in centro a Firenze per stabilirvi i suoi uffici commerciali. 
La sua impresa conobbe un crescente sviluppo, tanto che nel 1821 ebbe abbastanza liquidità da aprire la Banca Fenzi, che dal 1829 fu ospitata a quello che divenne Palazzo Fenzi, messo in vendita dopo l'estinzione della famiglia Marucelli. Nel 1860 fu nominato senatore.

## La banca
La Banca Fenzi, chiamata anche Cassa di Sconto era dunque stata fondata nel 1821, e fu una delle prime banche pubbliche in Italia. 
Verso il 1820 la Banca curò il monopolio dei cappelli di paglia fiorentini esportati verso l'Inghilterra, a coronamento dei numerosi accordi e legami stabiliti in tutta Europa. Continuando a finanziare iniziative pubbliche e private, dal 1839 la banca fu principale finanziatrice della compagnia che costruiva la ferrovia Leopolda, tra Firenze e Livorno. L'investimento si rivelò particolarmente redditizio. I loro agenti esercitarono su tutti i principali mercati dell'Italia centrale e del nord e in molte città europee, in Inghilterra, Francia e Germania. Nel gennaio 1892 ne fu dichiarato il fallimento, anche a seguito della scoperta di gravi irregolarità e della tragedia del 23 settembre 1890 sulla tranvia Firenze-Fiesole gestita dalla Società Italiana per la Tramvia del Chianti e dei Colli Fiorentini di cui la famiglia Fenzi era la maggiore azionista.

## La ferrovia

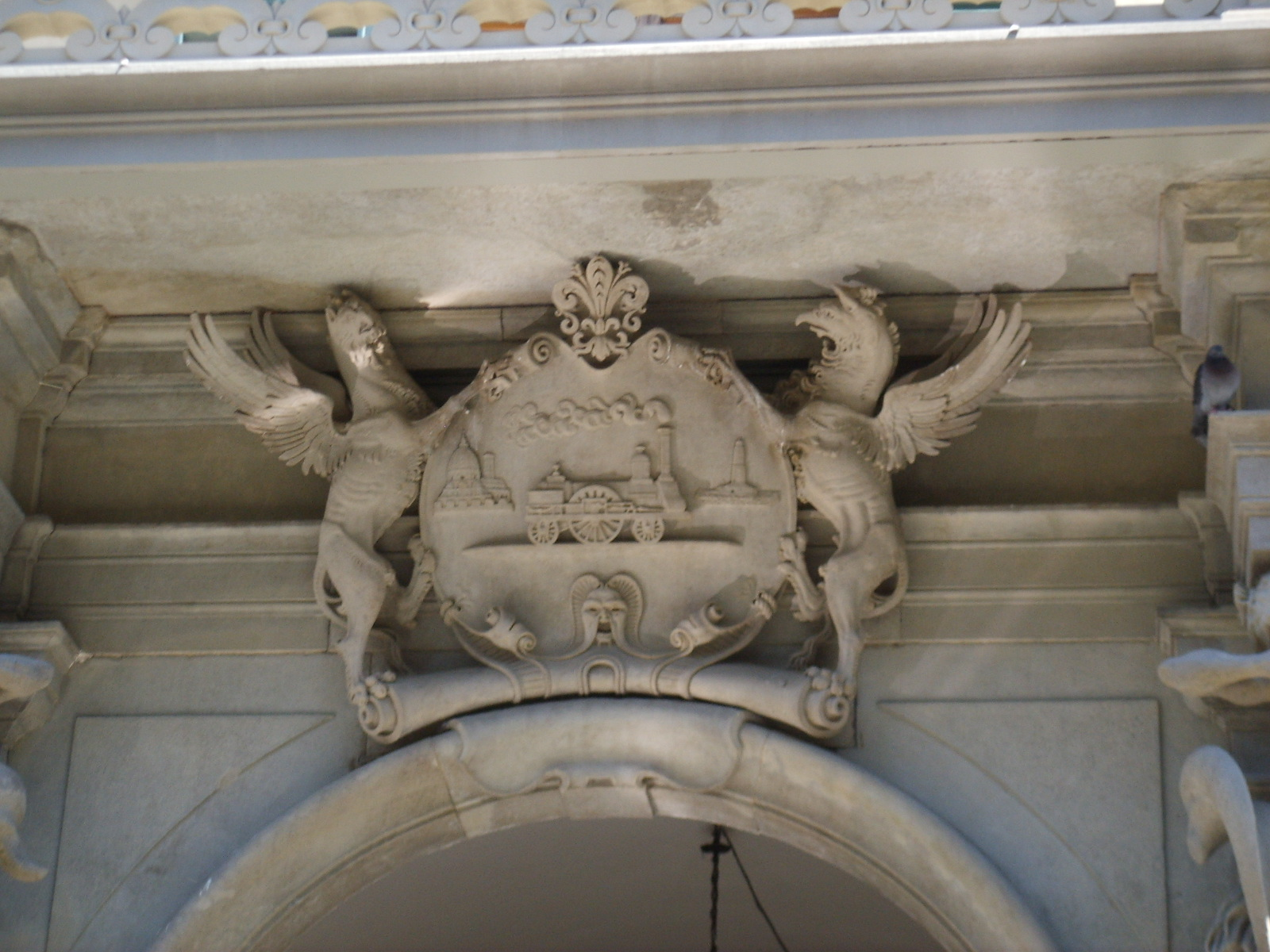
L'emblema su palazzo Fenzi mostra una locomotiva tra i simboli architettonici di Firenze e Livorno

Nel 1826 il marchese Leopoldo Carlo Ginori propose al governo granducale la realizzazione di rotaie per il trasporto di merci e persone. Presto l'intuizione si trasformò in un progetto, che in quegli anni era un importante traguardo di sviluppo per tutti gli stati preunitari. All'inizio degli anni '30 dell'Ottocento ci fu un concorso per trovare partner e finanziatori all'impresa della ferrovia, al quale partecipò anche la Banca Fenzi. Nel 1835 venne deciso il progetto per la creazione della ferrovia tra Firenze e il porto di Livorno, che passava per Pisa e fu chiamata Leopolda in onore al Granduca Leopoldo II di Lorena. La fase esecutiva venne progettata entro il 1837 dal conte Luigi Serristori e l'ingegnere Piero Dini Castelli. 
Nel 1838 la gestione della ferrovia venne concessa alla società formata da Emanuele Fenzi e da Pietro Senn di Livorno, con l'inaugurazione nel 1844, tra le prime ferrovie italiane ad essere completata.

## Il declino
La famiglia Fenzi subì un forte declino con la scomparsa di Emanuele e la successiva crisi che coinvolse l'economia mondiale nella seconda metà dell'Ottocento.